# Atelopus tamaense
Atelopus tamaense — вид отруйних жаб родини Ропухові (Bufonidae).

## Поширення
Вид поширений в Колумбії та Венесуелі. Він відомий у місцевості Парамо де Тама у венесуельському штаті Апуре вздовж венесуело-колумбійського кордону. Голос жаби був записаний у Колумбії неподалік типового місцезнаходження на іншому березі річки, що розмежовує ці дві держави. Його природними місцями проживання є субтропічні або тропічні високогірні зарості чагарників, субтропічні або тропічні високогірні пюлуки, річки, болота на висоті 2900-3200 м над рівнем моря. Існуванню виду загрожує втрата місць існування.